# مارسيل لامبرت (لاعب كرة قدم)
مارسيل لامبرت (بالفرنسية: Marcel Lambert)‏ هو لاعب كرة قدم فرنسي، (ولد في باريس في فرنسا 1876  م). لعب مع راسينغ كولومب.

## وصلات خارجية
- مارسيل لامبرت على موقع اللجنة الأولمبية الدولية (الإنجليزية)
- مارسيل لامبرت على موقع أوليمبيديا (الإنجليزية)